# Ekvinokcij (opera)
Ekvinokcij je opera v štirih dejanjih skladatelja Marjana Kozine. Libreto je po istoimenski igri dubrovniškega pisatelja Iva Vojnovića večinoma napisal skladatelj sam (nekaj besedila je prispevala tudi skladateljeva sestra Marija, npr. za Aničino pesem iz drugega dejanja). Krstna predstava je bila v ljubljanski Operi 2. maja 1946. Za drugo ljubljansko uprizoritev 7. januarja 1948 je Kozina dodal še nekaj popravkov, na primer orkestralno medigro med drugim in tretjim dejanjem.
Skladatelj je opero Ekvninokcij komponiral v Beogradu in Novem mestu v letih od 1940 do 1943. Ker se je bal, da bi ne bila partitura med vojno uničena, jo je zakopal na domačem vrtu.

## Osebe
- Niko Marinović, bogati Amerikanec - bariton
- Anica, hči kapitana Frana - sopran
- Ivo, ladjedelski mojster - tenor
- Frane, Aničin oče - bas
- Jele, Ivova mati - mezzosopran
- slepi Vlaho - bas
- delavec - tenor
- žena - mezzosopran
- Pavo - bariton

## Vsebina

### Prvo dejanje
Majhno pristanišče v bližini Dubrovnika.
V rodno vasico se po sedemindvajsetih letih iz Amerike vrne Niko Marinović. Prišel je iskat delavce za svoje rudnike v Južni Ameriki. Kapitan Frane v Amerikancu vidi priložnost za zaslužek - svojo hčer Anico mu želi prodati za ženo. Ker Ivo ljubi Anico, mu ta namera ni všeč in v Niku vidi rivala, nad katerega želi s sekiro. Le-to mu odločno izvije iz rok mati Jele, ki jo Ivo zelo spoštuje in ceni. Svojega očeta namreč ni nikoli poznal.

### Drugo dejanje
Franova hiša.
Anica je obupana nad usodo, ki jo čaka. Očetu pove, da ljubi Iva in ne Nika, zato se le-ta razhudi in jo v jezi porine po tleh. Ko pride Niko, oče zapusti hišo in pusti Amerikanca s hčerjo sama. V tem njun pogovor zmoti Jele, ki v Niku prikliče mladostne spomine. Pred odhodom v Ameriko je Niko namreč izkoristil Jele in ji pod srcem zapustil otroka - Iva. Zato sedaj upravičeno od njega zahteva poroko. Niko jo posmehljivo zavrne, češ da bo raje vzel lepo in mlado Anico. Jele ga roti, naj vsaj vrne pošteno ime svojemu sinu. Ker mu ni mar zanj, ji celo zagrozi z zaporom. Jele mu napove, da je njegovo prihodnost v božjih in njenih rokah.

### Tretje dejanje
Jelina hiša.
Zunaj divja ekvinokcialni vihar. Ivo je obupan, ker je Anica namenjena drugemu. V tem v hišo prihiti Niko, ki Iva prosi, naj mu pomaga v viharju rešiti ladjo. Ponovno se mu ponudi priložnost, da bi se rešil vsiljivega tekmeca. Mati ponovno spregleda sinovo namero, vendar mu tokrat zaupa zamolčano zgodbo iz pretekosti - Niko je Ivov oče. S tem sina reši, da očeta ne ubije.

### Četrto dejanje
Pred cerkvijo.
Niko odbira prostovoljce, ki se odpravljajo v Ameriko za zaslužkom. Z njim hoče tudi Ivo z materjo. Anica si na vsak način želi biti z ljubljenim Ivom, zato ji Jele odstopi svoj ladijski vozni listek. Niko išče Anico in naleti na Jele, ki se ji posmehuje in pravi, češ kdaj se bo izpolnila njena grožnja. Jele mu pokaže na odhajajočo ladjo, na kateri sta objeta Ivo in Anica. Niko ponori in pravi, da bo dal Iva v prvem pristanišču aretirati. Ker se krutež še vedno noče omehčati, Jele Nika pahne v prepad. Nesrečna mati izpove ljudem in bogu, kaj je storila. Podleža je sicer doletela pravična kazen, vendar Jele ostane s krivdo svojega zločina sama.